# Heilige Maria und St. Peter (Weißbach)

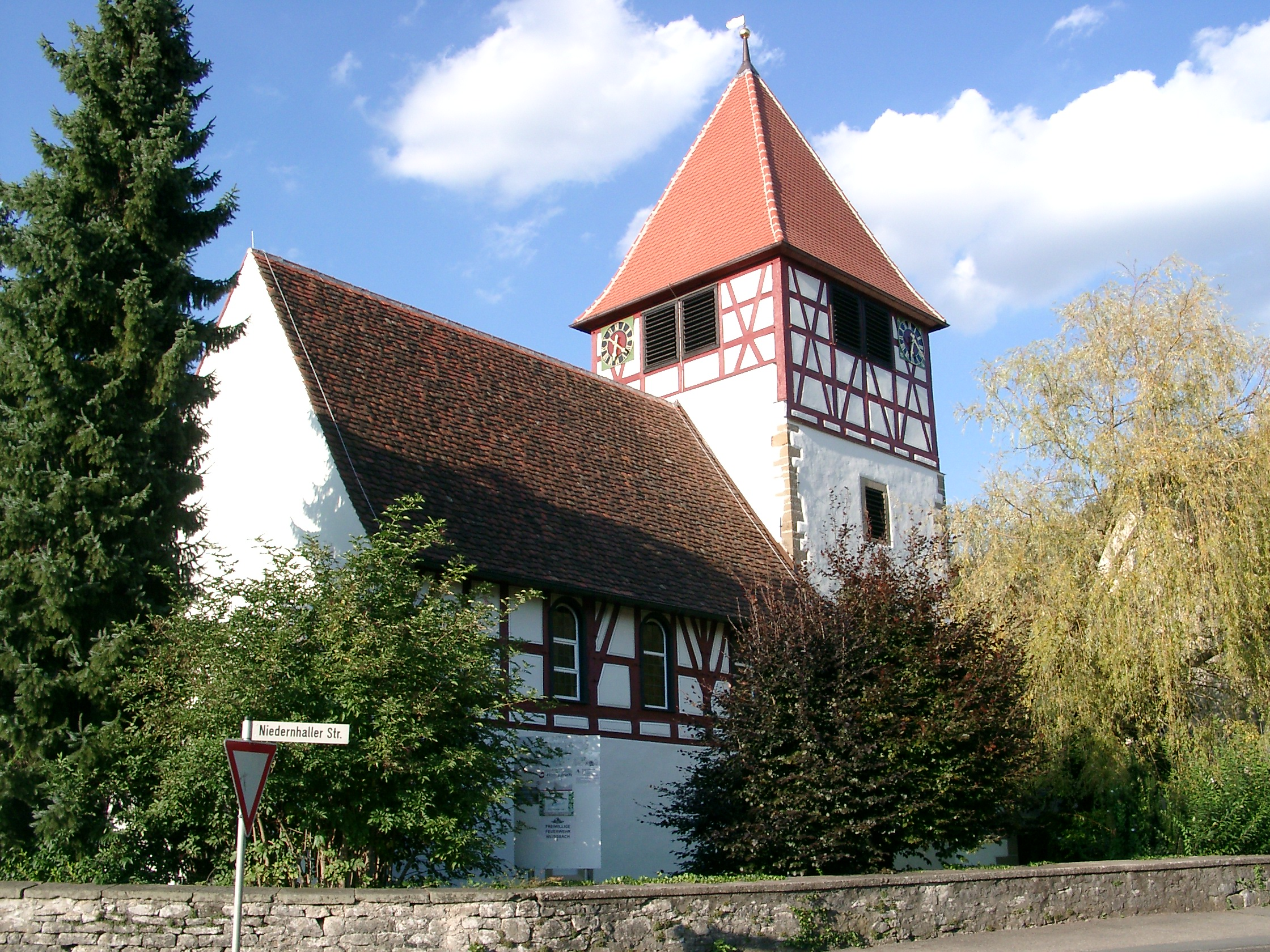
Heilige Maria und St. Peter in Weißbach

Die Kirche Heilige Maria und St. Peter steht in Weißbach, einer Gemeinde im Hohenlohekreis in Baden-Württemberg. Das Bauwerk ist beim Landesamt für Denkmalpflege Baden-Württemberg als Baudenkmal eingetragen. Die Kirchengemeinde gehört zum Kirchenbezirk Künzelsau der Evangelischen Landeskirche in Württemberg.

## Beschreibung
Zwischen 1372 und 1394 wurde die Saalkirche anstelle eines Vorgängerbaus aus dem 14. Jahrhundert im Auftrag des Abtes vom Kloster Amorbach gebaut. Sie besteht aus einem Langhaus und einem Chorturm im Osten. 1709 wurden in Holzfachwerk das Langhaus und 1776 der Chorturm mit einem Geschoss aufgestockt; das zusätzliche Turmgeschoss enthält die Turmuhr und den Glockenstuhl mit fünf Kirchenglocken und ist mit einem Pyramidendach bedeckt. Vier Glocken wurden von der Glockengießerei Bachert, Heilbronn gegossen, die kleinste von 1649 stammt von Leonhard Löw aus Nürnberg.
| Nr. | Name                 | Gussjahr | Durchmesser | Gewicht | Schlagton | Inschriften*                                 |
| --- | -------------------- | -------- | ----------- | ------- | --------- | -------------------------------------------- |
| 1   | Dominika             | 1962     | 1090 mm     | 745 kg  | fis′      | ALLEIN GOTT IN DER HÖH SEI EHR               |
| 2   | Betglocke            | 1962     | 910 mm      | 439 kg  | a′        | WACHET UND BETET                             |
| 3   | Kreuzglocke          | 1962     | 815 mm      | 303 kg  | h′        | VERLEIH UNS FRIEDE GNÄDIGLICH                |
| 4   | Schiedglocke         | 1950     | 685 mm      | 189 kg  | d″        | O LAND, LAND, LAND, HÖRE DES HERRN WORT      |
| 5   | Friedens-/Taufglocke | 1649     | 507 mm      | 085 kg  | fis″      | ME FECIT LEONHARDT LOW IN NVRMBERG ANNO 1649 |

* Die vier Glocken von Bachert tragen alle zusätzlich die Inschrift EVANG. KIRCHENGEMEINDE WEISSBACH und Glocke 1 würdigt zusätzlich den Stifter der vier Glocken: ZUR ERINNERUNG AN SENATOR WILLY HORNSCHUCH 1889–1962
Im Innenraum des Langhauses wurden 1923 Reste von Wandmalereien aus dem Vorgängerbau aufgedeckt.